# Lőrincz Ernő András
Lőrincz Ernő András (Csíkkozmás, 1900. július 27. – Csíkszereda, 1985. február 2.) magyar orvos, szülész-nőgyógyász, egyetemi tanár.

## Életútja
A a nagyenyedi Bethlen Gábor Kollégiumban érettségizett (1918), orvosi oklevelet a budapesti Pázmány Péter Tudományegyetemen szerzett (1926). Pályáját a debreceni egyetemen kezdte, a miskolci Bábaképző Intézet tanára (1932–40), adjunktus a Magyar Királyi Ferenc József Tudományegyetemen (1940–44), majd a marosvásárhelyi OGYI Szülészeti-Nőgyógyászati Klinikán egyetemi tanár, a klinika igazgatója (1946–63).

## Munkássága
Első orvosi szaktanulmánya a debreceni Tisza István Tudományos Társaság kiadásában jelent meg (1929). Tanulmányait közölte a Magyar Nőorvosok Lapja (1942), Archiv für Gynäkologie (1943), Studii și Cercetări Științifice (1952), Zeitschrift für Geburtshilfe und Gynäkologie (1960). Jelentősek a szövetátültetés terén elért eredményei, melyeket külföldi szaklapok is méltattak és amelyek a nőgyógyászat terén hozzájárultak a szervátültetéses műtétek kifejlesztéséhez. Kötete: Nőgyógyászat-szülészet (kőnyomatos jegyzet, Marosvásárhely, 1951).